# Julio Losada
Julio Daniel Losada (ur. 16 czerwca 1950) – piłkarz urugwajski, napastnik (lewoskrzydłowy).
Jako piłkarz klubu CA Peñarol wziął udział wraz z reprezentacją Urugwaju w finałach mistrzostw świata w 1970 roku, gdzie Urugwaj zdobył miano czwartej drużyny świata. Zagrał w dwóch meczach – z Izraelem i Szwecją.
Nigdy nie wziął udziału w turnieju Copa América.
Wraz z Peñarolem Losada dotarł do finału turnieju Copa Libertadores 1970 – w samym finale jednak nie zagrał.